# پادمنشور

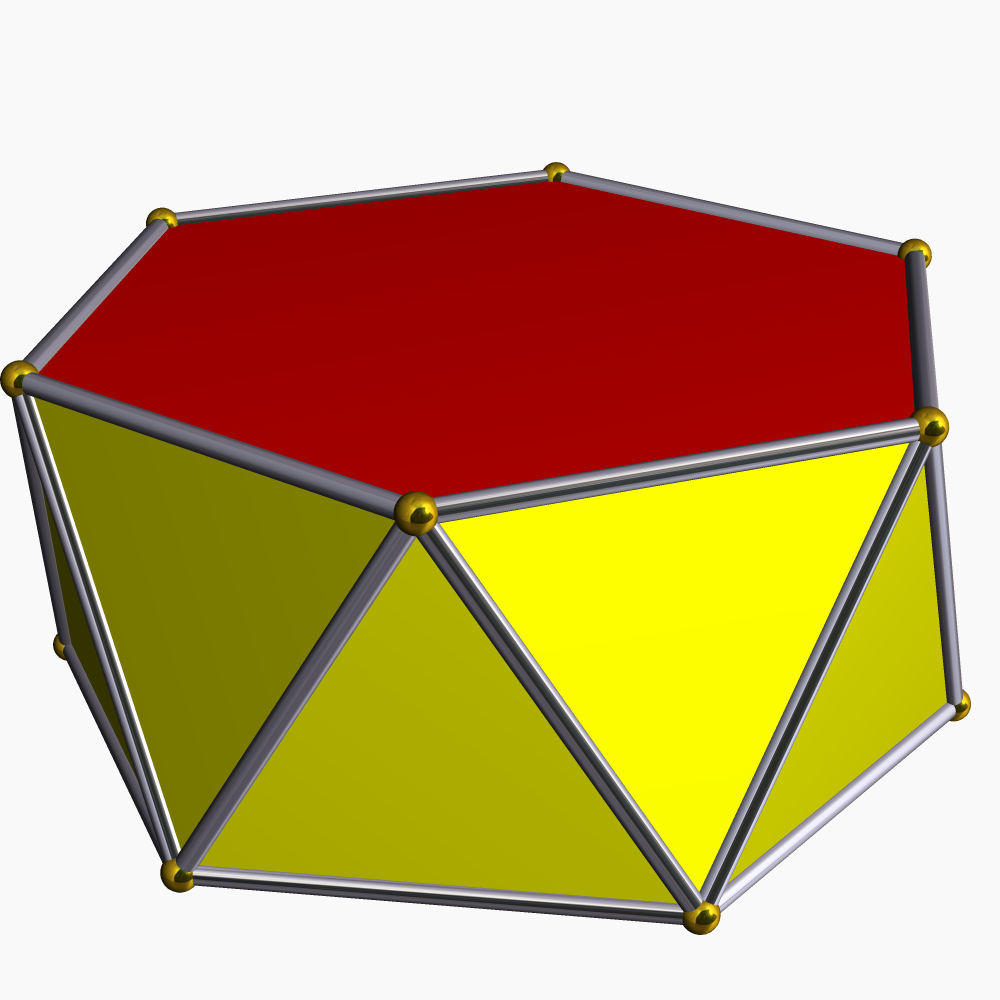
پادمنشور شش ضلعی

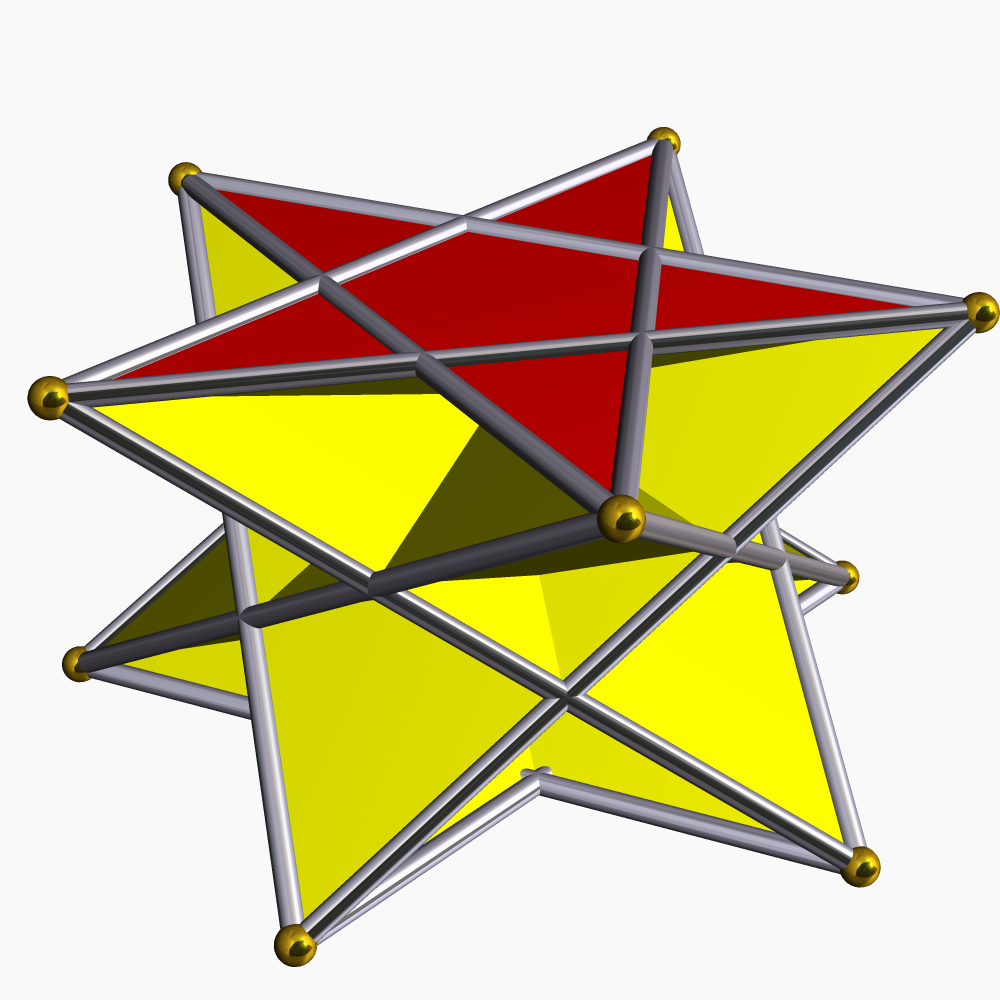
پادمنشور ستاره‌ای

پادمنشور اِن-پهلو از دو چندضلعی اِن-ضلعی موازی و یکسان ساخته شده که توسط یک سری مثلث به هم وصل شده‌اند. پادمنشورها زیرمجموعه‌ای از منشوروارها هستند.
پادمنشور همانند منشور است با این تفاوت که قاعده‌ها نسبت به هم در صفحه، پیچ خورده‌اند و پیرامون آن به جای چهارضلعی از مثلث تشکلیل شده است. اگر یک پادمنشور منتظم اِن-وجهی داشته باشیم دو قاعده نسبت به هم به اندازهٔ 180°/n در صفحه پیچ خورده‌اند.